# Nowiny (powiat chełmski)
Nowiny – wieś w Polsce położona w województwie lubelskim, w powiecie chełmskim, w gminie Chełm.
Do 1954 w granicach Chełma.
W latach 1975–1998 miejscowość należała administracyjnie do województwa chełmskiego. Wieś stanowi sołectwo gminy Chełm. Według Narodowego Spisu Powszechnego (III 2011 r.) liczyła 321 mieszkańców i była czternastą co do wielkości miejscowością gminy Chełm.
Wierni Kościoła rzymskokatolickiego należą do parafii św. Maksymiliana Kolbego w Okszowie.